# Ito Hirobumi
Ito Hirobumi (Hikari, 16 de Outubro de 1841 — Harbin, 26 de Outubro de 1909) foi um político do Japão. Ocupou o lugar de primeiro-ministro do Japão de 22 de dezembro de 1885 a 30 de abril de 1888. Foi um dos mais respeitados políticos de seu país. Foi assassinado pelo nacionalista coreano An Jung-geun.

## Biografia
Nascido como Hayashi Risuke e também conhecido como Hirofumi, Hakubun e brevemente durante sua juventude como Itō Shunsuke) foi um político japonês que foi o primeiro primeiro-ministro do Japão.
Ele era um membro proeminente do genrō do Japão, um grupo de elite de estadistas seniores que dominava a oligarquia Meiji. Um samurai do Domínio de Chōshū educado em Londres e líder do início do governo da Restauração Meiji, ele presidiu o bureau que elaborou a Constituição Meiji na década de 1880. Buscando inspiração no Ocidente, Itō rejeitou a Constituição dos Estados Unidos como muito liberal e a Restauração Espanhola como muito despótica. Em vez disso, ele se baseou em modelos britânicos e alemães, especialmente a Constituição prussiana de 1850. Insatisfeito com a difusão do cristianismo nos precedentes legais europeus, ele substituiu essas referências religiosas por aquelas enraizadas no conceito mais tradicionalmente japonês de um kokutai ou "política nacional" que, portanto, se tornou a justificativa constitucional para a autoridade imperial.
Em 1881, Itō Hirobumi emergiu como a figura dominante no regime da Restauração. Em 1885, ele se tornou o primeiro primeiro-ministro do Japão, um escritório criado por seu gabinete constitucional. Ele manteve a posição quatro vezes, tornando-se um dos PMs mais antigos da história japonesa. Mesmo fora do cargo de primeiro-ministro, ele exerceu enorme influência sobre as políticas do país como conselheiro imperial permanente, ou genkun, e presidente intermitente do Conselho Privado do Japão. Monarquista convicto, Itō favorecia uma burocracia grande e todo-poderosa que respondia exclusivamente ao imperador e se opôs à formação de partidos políticos. Seu terceiro mandato como primeiro-ministro terminou em 1898 com a consolidação da oposição no partido Kenseitō, levando-o a fundar o partido Rikken Seiyūkai para conter sua ascensão. Em 1901, ele renunciou ao seu quarto e último ministério ao se cansar da política partidária.
No cenário mundial, Itō presidiu uma ambiciosa política externa. Ele fortaleceu os laços diplomáticos com as potências ocidentais, incluindo a Alemanha, os Estados Unidos e especialmente o Reino Unido. Na Ásia, ele supervisionou a Primeira Guerra Sino-Japonesa e negociou a rendição da dinastia Qing governante da China em termos agressivamente favoráveis ao Japão, incluindo a anexação de Taiwan e a libertação da Coréia do sistema de tributo imperial chinês. Ao expandir as reivindicações territoriais do Japão na Ásia, Itō procurou evitar tensões com os russos por meio da política de Man-Kan kōkan - a proposta de rendição da Manchúria para a esfera de influência do Império Russo em troca do reconhecimento da hegemonia japonesa na Coréia. Uma viagem diplomática pelos Estados Unidos e pela Europa levou-o a São Petersburgo em novembro de 1901, onde não conseguiu chegar a um acordo sobre o assunto com as autoridades russas. Posteriormente, o governo do primeiro-ministro Katsura Tarō decidiu abandonar a perseguição de Man-Kan kōkan, resultando assim em uma escalada de tensões que culminou na Guerra Russo-Japonesa.
Depois que o Japão saiu vitorioso sobre a Rússia, o Tratado Japão-Coréia de 1905 tornou Itō o primeiro Residente-Geral Japonês da Coréia. Ele inicialmente apoiou a soberania da monarquia indígena Joseon como um Protetorado sob o Japão, mas acabou aceitando e concordando com o cada vez mais poderoso Exército Imperial Japonês, que favorecia a anexação total da Coreia, renunciando a sua posição como Residente-Geral e assumindo uma nova posição como Presidente do Conselho Privado do Japão em 1909. Quatro meses depois, Itō foi assassinado pelo ativista da independência coreana e nacionalista An Jung-geunna Manchúria. O processo de anexação foi formalizado por outro tratado no ano seguinte após a morte de Ito. Através de sua filha Ikuko, Itō era o sogro do político, intelectual e escritor Suematsu Kenchō.

## Leitura de apoio
- Hamada Kengi (1936). Prince Ito. Tokyo: Sanseido Co.
- Nish, Ian. (1998) The Iwakura Mission to America and Europe: A New Assessment. Richmond, Surrey: Japan Library.  10-ISBN 1873410840/13-ISBN 9781873410844; 10-ISBN 9780415471794/13-ISBN 0415471796; OCLC 40410662
- Johnston, John T.M. (1917). World patriots. New York: World Patriots Co.
- Kusunoki Sei'ichirō (1991). Nihon shi omoshiro suiri: Nazo no satsujin jiken wo oe. Tokyo: Futami bunko.
- Ladd, George T. (1908). In Korea with Marquis Ito
- Nakamura Kaju (1910). Prince Ito, the man and the statesman, a brief history of his life. New York: Japanese-American commercial weekly and Anraku Pub. Co.
- Palmer, Frederick (1910). Marquis Ito: the great man of Japan. n.p.